# سوني يندكفيست
سوني يندكفيست (بالسويدية: Sune Lindqvist)‏ هو عالم آثار سويدي، ولد في 20 مارس 1887 في إسكيلستونا في السويد، وتوفي في 23 مارس 1976 في أوبسالا في السويد.